# Brucknerallee 173 (Mönchengladbach)

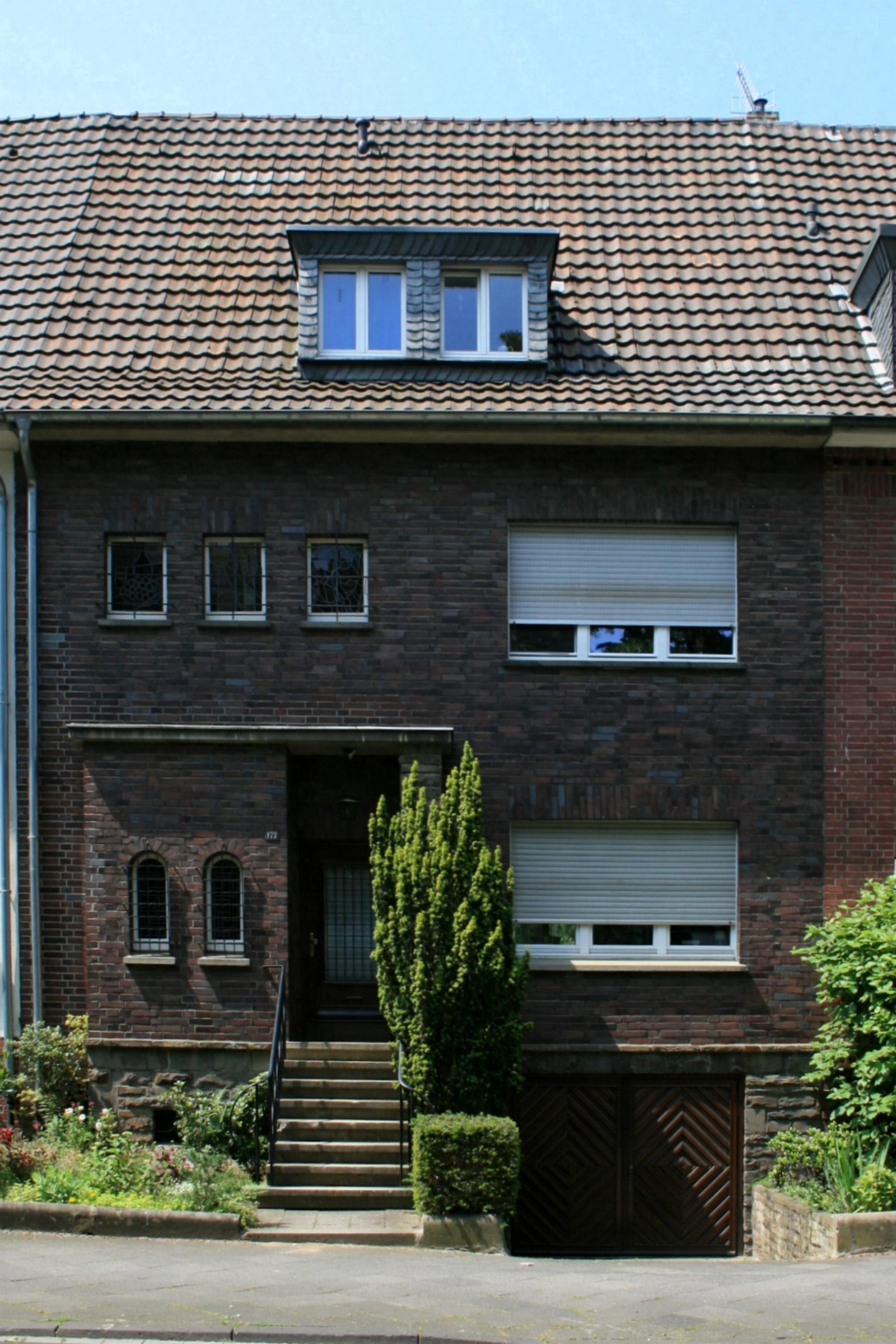
Wohnhaus (2010)

Das Wohnhaus Brucknerallee 173 steht im Stadtteil Grenzlandstadion in Mönchengladbach (Nordrhein-Westfalen).
Das Gebäude wurde 1937 erbaut. Es ist unter Nr. B 114 am 2. März 1989 in die Denkmalliste der Stadt Mönchengladbach eingetragen worden.

## Architektur
Im nördlichen Teilstück der Brucknerallee bilden die Häuser Nr. 171–179, die zwischen den Jahren 1934 und 1937 errichtet worden sind, eine geschlossene Reihe von traufständig angeordneten, gleichartigen Einfamilienhäusern.
Das Haus Nr. 171 wurde 1937 als zweigeschossiges und zweiachsiges Reihenhaus mit einer Garage im Kellergeschoss errichtet. Das traufenständige Objekt ist mit einem Satteldach gedeckt, wobei die Dachtraufe denen der Nachbarhäuser angeglichen ist.